# Peter Torst
Niels Peter Neergaard Torst (født 16. juni 1839 på Løvenborg, død 9. juni 1869 i Milano) var en dansk maler.
Han blev født på Løvenborg, hvor faderen, justitsråd Frederik Christian Torst (f. 1797, d. 1869) var godsforvalter; moderen hed Johanne Margrethe f. Neergaard (f. 1811, d. 1855}. Han blev student fra Sorø Akademi 1859 og tog Anden Eksamen 1860, men da han havde gode anlæg for kunsten, lykkedes det ham, trods familiens modstand, at komme ind på Kunstakademiet, hvis skoler han gennemgik fra oktober 1862 til han i 1864 rykkede op i modelskolens forberedende klasse og i marts 1867 rykkede op i modelskolens øverste klasse. 
Torst blev sekondløjtnant i infanteriet i 1862, og under krigen i 1864 var han reserveløjtnant, men deltog ikke i noget slag, da han allerede dengang var brystsvag. Ledsaget af arkitekt Frits Uldall, som var gift med hans søster, rejste han i efteråret 1867 til Italien, hvor det blev ham klart, at hans livsbane var nær ved at løbe til ende. Han studerede dog flittigt og malede enkelte portrætter, men efter halvandet års ophold i Italien døde han i Milano den 9. juni 1869, og han er begravet der. Han var en lovende mulighed, der havde malet en del, men nåede ikke at få noget udstillet.
Han efterlod sig blandt andet et portræt af maleren og studiekammeraten Vilhelm Groth (1863, Det Nationalhistoriske Museum på Frederiksborg Slot). Derudover findes der på Museum Vestsjælland en samling tegninger, som omfatter en tegning af en gadesælger og forskellige karikaturer, et interiørstudie med fire spillende herrer og kone, der skænker punch og nogle karikaturer, formentlig af elever på Sorø Akademi. 